# The Money Channel
The Money ChannelだったルーマニアのRealitatea Media傘下に置くルーマニアのテレビチャンネル。2006年5月1日開局。2015年4月25日に閉局。